# べと病
べと病（べとびょう）は卵菌の一種であるツユカビ科（Peronosporaceae、べと病菌科）に属する植物病原菌（べと病菌）によって生じる植物病害の総称。露菌病ともいう。

## 概要
べと病（Downy mildew）はうどんこ病（Powdery mildew）などとともに糸状菌病に分類される。なお、Mildewは一般的にカビのことも指す。
葉の裏に霜状の白色や灰色の湿ったカビを生じることから「べと病」と呼ばれている。
比較的冷涼で湿度の高い時期に多い。初期には小さい黄色などの斑点だが、進行すると拡大して葉脈に囲まれた角ばった病斑に変化する。気孔から外表に分生子柄が現れ、その先端に分生子が付き、これは風雨などで飛散して二次伝染の原因となる。植物残渣中の卵胞子も伝染源になる。
耕種的防除として、通風採光による多湿化の予防、密播・密植を避ける、被害残渣の除去、適正な施肥などが挙げられる。また、作物の種類に応じて、抵抗性品種の利用や薬剤による防除が行われる。

## 種類

### 直接発芽
分生子が発芽管を伸長させる発芽法を直接発芽といい、被子植物を宿主とするPeronospora属やBremia属、イネ科植物を宿主とするPeronosclerospora属などがこれに属する。
ホウレンソウベと病
ホウレンソウにPeronospora eff usaまたはPeronospora spinaciae、Peronospora farinosaが感染して引き起こされる病害。
タマネギベと病
タマネギにPeronospora destructorが感染して引き起こされる病害。2016年には、タマネギの産地である兵庫県淡路島や佐賀県で大きな被害が発生し、価格が高騰した。
ネギベと病
ネギにPeronospora destructorが感染して引き起こされる病害。主に葉身に発生し、初期は黄白色の不定形の病斑を生じ、灰白色の薄いかびが生える。進行すると、かびは暗緑色あるいは暗紫色に変化し、さらに症状が進むと葉が黄白色あるいは灰白色となりしおれて枯れる。
ダイコンべと病
ダイコンにPeronospora parasiticaが感染して引き起こされる病害。根には表皮下に黒褐色斑点を生ずる。
キャベツべと病
キャベツにPeronospora parasiticaが感染して引き起こされる病害。外葉から下葉の葉脈間に不定形の淡褐色の病斑（黒色壊死斑の場合もある）が出て、葉裏には霜状のかびが生える。
ダイズべと病
ダイズにPeronospora manshuricaが感染して引き起こされる病害。
メボウキ（バジル）べと病
バジルなどにPeronospora belbahriiが感染して引き起こされる病害。
レタスべと病
レタスにBremia lactucaeが感染して引き起こされる病害。

### 間接発芽
分生子（遊走子のう）から遊走子を放出する発芽法を間接発芽といい、被子植物を宿主とするPseudoperonospora属やPlasmopara属、イネ科植物を宿主とするSclerospora属やSclerophtora属などがこれに属する。
キュウリベと病
キュウリにPseudoperonospora cubensisが感染して引き起こされる病害。キュウリベと病は葉のみに発生し、一般的に下葉から発生して上位葉へ進展する。
メロンベと病
メロンにPseudoperonospora cubensisが感染して引き起こされる病害。葉のみに発生し、黄褐色の不整形の斑紋が拡大して多角形の病斑となり、さらに斑紋が融合するようになると葉は枯れる。
ブドウべと病
ブドウにPlasmopara viticolaが感染して引き起こされる病害。
アワしらが病
アワにSclerospora graminicolaが感染して引き起こされる病害でべと病の一種。
イネ黄化萎縮病
イネにSclerophthora macrosporaが感染して引き起こされる病害でべと病の一種。